# あすなろ投資顧問
あすなろ投資顧問（あすなろとうしこもん、英文社名：ASUNARO INVESTMENT ADVISARY）は、2005年3月3日に設立された日本の独立系投資助言業者。運営会社は株式会社あすなろ（英文名：ASUNARO Co.,Ltd.）。

## 沿革
- 2005年
  - 3月3日 - 千葉県山武郡成東町において設立
  - 6月23日 - 旧証券取引法下で、関東財務局に投資助言・代理業の許可
  - 8月23日 - 旧日本証券投資顧問業協会（現日本投資顧問業協会）入会
- 2007年
  - 7月31日 - 証券仲介業務（現金融商品仲介業）に参入
  - 9月30日 - 旧証券取引法を廃止し、新金融商品取引法を施行
- 2010年6月11日 - 金融商品仲介業務（旧証券仲介業）を自主廃業
- 2015年
  - 11月13日 - 事業拡大の為、本店を東京都港区に移転。取締役に大石 恭嗣（やすし）就任。相談役に石井 博行就任
- 12月25日 - 株式投資情報メディア「あすなろ投資顧問」スタート
- 2016年4月17日 - 事業拡大の為、本店を東京都港区六本木へ移転[1]

## 概要
- メディア名 - あすなろ投資顧問
- 事業内容 - 投資助言代理業
- 保有登録 - 関東財務局長（金商） 第686号
- 加入協会 - 一般社団法人 日本投資顧問業協会 会員番号：第011-1393号
- 加入団体 - 一般社団法人 人工知能学会18801

## 組織
- 取締役
- コンプライアンス部
- 業務部
- セールスマーケティング部
- 総務部
- 顧問（相談役・弁護士・税理士・社労士）